# Dragan Ilic
Pour les articles homonymes, voir Ilić.
Dragan Ilic, né à Belgrade (Serbie) en 1948 est un artiste serbe, australien et américain.

## Biographie
Immigré en Australie, puis à New York, Dragan Ilic (BFA) s’est imposé comme l’un des spécialistes de l’Art contemporain assisté par ordinateur,,.
Il se fait connaître dès le début des années 1970 au travers d’expositions (de groupe ou en solo), de performances/ d’installations, de vidéos, de films, de programmes de télévision, de conférences et d’ateliers organisés dans le monde entier.
Son travail apparait également dans de nombreux livres et de nombreuses publications.    
Il vit et travaille désormais entre New York et Belgrade.